# Campeonato de Cuba de Ciclismo Contrarreloj
El Campeonato de Cuba de Ciclismo Contrarreloj es una competencia anual organizada por la Federación Cubana de Ciclismo que otorga el título de Campeón de Cuba en la modalidad de Contrarreloj. El ganador o ganadora tiene derecho a vestir, durante un año, el maillot con los colores de la bandera de Cuba en las pruebas de Ciclismo Contrarreloj por todo el mundo.

## Palmarés masculino
| Año       | Oro             | Plata            | Bronce            |
| 2000      | Luis Amarán     | Willian Leiva    | Alexánder Clavero |
| 2001      | Luis Amarán     | Willian Leiva    | Arnold Alcolea    |
| 2005      | Luis Amarán     | Arnold Alcolea   | Yulien Rodríguez  |
| 2006      | Arnold Alcolea  | Yulien Rodríguez | Reldy Pérez       |
| 2007      | No organizado   | No organizado    | No organizado     |
| 2008      | Pedro Portuondo | Adonis Cardoso   | Franklin Molina   |
| 2009      | No organizado   | No organizado    | No organizado     |
| 2010      | Arnold Alcolea  | Raúl Granjel     | Yennier López     |
| 2011      | Arnold Alcolea  | Pedro Portuondo  | Yasmani Martínez  |
| 2012-2013 | No organizado   | No organizado    | No organizado     |
| 2014      | Yennier López   | Arnold Alcolea   | Víctor Horta      |
| 2015      | José Mojica     | Víctor Horta     | Yariel De León    |
| 2016      | Juan Basulto    | Pedro Portuondo  | Yans Arias        |
| 2017      | Emilio Pérez    | Yans Arias       | Frank Consuegra   |
| 2018      | Pedro Portuondo | Leandro Marcos   | Emilio Pérez      |
| 2019      | Yans Arias      | Pedro Portuondo  | Javier Revilla    |

## Palmarés femenino
| Año       | Oro              | Plata              | Bronce             |               |
| 2001      | Yoanka González  | Yulien Rodríguez   | Mayvis Fuentes     |               |
| 2002-2004 |                  | No organizado      | No organizado      | No organizado |
| 2005      | Yuliet Rodríguez | Yoanka González    | Yumari González    |               |
| 2006-2007 | No organizado    | No organizado      | No organizado      |               |
| 2008      | Yoanka González  | Yumari González    | Yaima Torres       |               |
| 2009      | No organizado    | No organizado      | No organizado      |               |
| 2010      | Dalila Rodríguez | Yudelmis Domínguez | Yaima Torres       |               |
| 2011      | No organizado    | No organizado      | No organizado      |               |
| 2012      |                  |                    |                    |               |
| 2013      | No organizado    | No organizado      | No organizado      |               |
| 2014      | Yoanka González  | Arlenis Sierra     | Marlies Mejías     |               |
| 2015      | Marlies Mejías   | Arlenis Sierra     | Yumari González    |               |
| 2016      | Yumari González  | Iraida García      | Marlies Mejías     |               |
| 2017      | Arlenis Sierra   | Yaima Torres       | Yudelmis Domínguez |               |
| 2018      | Marlies Mejías   | Jeydy Pradera      | Yudelmis Domínguez |               |
| 2019      | Arlenis Sierra   | Jeydy Pradera      | Yaima Torres       |               |